# 하오원팅
하오원팅(중국어: 郝文婷, 병음: Hǎo Wéntíng, 한자음: 학문정, 1981년 4월 11일 ~ )은 중화인민공화국의 배우이다.

## 출연작

### 드라마
- 2015년 CCTV-8 황금강당극장 《영불퇴색적가원》 - 옥수 역
- 2016년 소후 웹드라마 《법의진명》 - 장밍웨 역
- 2018년 유쿠 웹드라마 《너를 만나지 않았더라면》 - 윤지에 역
- 2019년 유쿠 웹드라마 《상쇄적방간》 - 저우샤오페이 역
- 2020년 유쿠 웹드라마 《전세계최호적니》 - 쩡팡팡 역
- 2020년 후난위성텔레비전 금응독파극장 《하일참시행복》 - 엽채미 역
- 2020년 후난위성텔레비전 금응독파극장 《이가인지명》 - 진위샹 역
- 2020년 아이치이 웹드라마 《가인본색》 - 자오칭 역
- 2021년 유쿠 웹드라마 《여심리사》 - 창춘메이 역
- 2021년 아이치이 웹드라마 《변성니적나일천 : 네가 된 그날》 - 리젠 역
- 2022년 후난위성텔레비전 금응독파극장 《여생청다지교》 - 리하오쥐엔 역
- 2022년 텐센트 웹드라마 《이진제연애》 - 천핑핑 역
- 2023년 후난위성텔레비전 금응독파극장 《거유풍적지방》 - 선샤오메이 역